# Ascari KZ1
De Ascari KZ1 is een auto van het Britse merk Ascari gemaakt in samenwerking met Klaas Zwart. Er zijn twee versies van de auto, KZ1 en de KZ1-R. De R staat voor Racing. Van de "R" zijn slechts drie exemplaren gebouwd.
De KZ1 is niet direct te koop, maar is te verkrijgen door het ultieme pakket van de Acari Race Resort Club aan te schaffen. Dit kost eenmalig 1 miljoen euro.

## De auto
De auto heeft dezelfde motor als de BMW M5: 4941 cc, een V8 oorspronkelijk gebruikt in de BMW E39 M5 en de BMW Z8. Het vermogen bedraagt 520 pk (388 kW). De auto heeft een koolstofvezel monocoque en de carrosserie is ook helemaal van koolstofvezel. De topsnelheid ligt boven de 300 km/h en de acceleratie van 0 tot 100 km/h gaat in 3,7 seconden. De auto weegt 1330 kg.